# 警部銭形
『警部銭形』（けいぶ ぜにがた）は、日本の漫画作品。原作モンキー・パンチ、作画岡田鯛。『ルパン三世officialマガジン』にて、2010年秋号から2017年12月まで連載された。単行本は全12巻。

## 概要
『ルパン三世』の主要人物の一人である、銭形警部こと銭形幸一を主人公に据えたスピンオフ作品である。
殺人事件の犯人が、自身の犯罪の隠蔽工作としてルパン一味の予告状、犯行声明、偽の状況証拠を残す。そのため、本来ならば管轄外であるICPO出向中の銭形が呼び出される。一見、飄々と見えながらも銭形は、犯人の偽装工作や矛盾を暴いていく。
テレビドラマ作品の『刑事コロンボ』シリーズや『古畑任三郎』シリーズのように、まず序盤で犯人と（一見完璧な）犯行過程を明示する倒叙物となっている。先の二作品と同様、犯人は医師や芸能人、スポーツ選手など地位や名声のある人物が多い。また、作品の性質上、舞台は日本国内のみとなっている。
模倣犯の犯行である以上、作中の殺人事件にはルパン三世は登場しないが、「第三の男」で1カットのみ本物のルパンが登場し、「A Hard Day's Night」『宿敵編』「銭形警部北へ」では本物のルパンによる犯行が行われ、次元大介、石川五ェ門、峰不二子も登場する。また、「紫の肖像」ではアニメで銭形の声を担当する山寺宏一が患者のモブキャラクターとして登場した。
本作掲載前に、田舎の交番に左遷されていた時期の銭形を描いた短編「銭形ふたたび」が掲載された（『白魔の跫音編』に収録）。
Webマガジン移行後の連載では、「キクヒスイ」と呼ばれる宝石を巡る銭形と本物のルパンの対決を連作で描いた『宿敵編』や、クローズド・サークルおよび叙述トリックを用いた事件（そのため犯人は最初から登場しない）など、倒叙物に限らない作品も描かれた。

## 登場キャラクター
短編作品であるため、複数話に登場するキャラクターは少ない。
銭形幸一

ICPO出向中の警部。
ルパン一味が関わったとされる殺人事件を捜査するが、優れた観察眼と推理力でルパンらが犯人ではないことを見抜き、事件の真相を暴いていく。
「現場百遍」を信条とし、確実な証拠を得るまで事件現場や被疑者、事件関係者の元へ何度でも足を運ぶ。TVスペシャル版に近い温厚な性格であり、被疑者に対しても紳士的に振る舞う。
本物のルパンに対しては苛烈な表情も見せ、「塔の中の6人」ではルパンの逮捕に成功する。
普段は飄々としてアニメ版のようにコミカルな姿も見せるが、事件には真摯に向き合い、前述したように事件の真相を見抜くなど、本質的には原作のような敏腕警部として描かれている。
一里塚正樹
警視庁所属の警部補。香川県出身で独身。本作品における銭形の右腕的存在で、物語の狂言回しの役目も果たす。
若さゆえの甘さや感情に走った捜査での失敗はあるものの、要所ではしっかりと銭形をサポートし、互いに信頼しあえる良好な関係を築いている。
銭形と行動を共にしながら刑事として成長し、単独で強盗事件に巻き込まれた「一里塚の一番長い日」では、銭形の教えを元に自力で事件の核心にたどり着く。
警視庁所属であるため、「羅針盤」『宿敵編』「白魔の跫音」を除いて東京都以外での事件には登場しない（「第3のシナリオ」は京都府、「アジサイの詩」「わたりどり」は神奈川県）。
真琴晴子
「アジサイの詩」「羅針盤」「VS」「わたりどり」「The Long Goodbye」に登場。神奈川県警所属の婦警。将来は刑事を志望している。
恋愛話に首を突っ込みたがるという悪癖を持ちつつも、一里塚同様に銭形のパートナーとして活躍する。
華奢で小柄ながら足蹴りを得意としており、屈強な男性の万引き犯をフライング・ニール・キックで倒し、「VS」では不二子とも体術で渡り合っている。
事件に関係するパソコンのパスワードを解析できるなど、情報処理にも長けている。
小野寺健二
『宿敵編』に登場。山梨県警所属の刑事。秘宝「キクヒスイ」を巡る事件にて銭形たちに協力する。
とある「プライベートな問題」を抱えていることが原因で、当初は銭形にルパンの変装ではないかと疑われる。
「VS」の最終決戦では五ェ門と対峙するが、意図的ではなかったものの、五ェ門により前述の「問題」を暴露されてしまう。
ルパン三世

「第三の男（1カットのみ）」「A Hard Day's Night」『宿敵編』「銭形警部北へ」に登場。アルセーヌ・ルパンの孫を名乗る、世界を股にかける大泥棒。
赤いジャケットに黄色いネクタイが特徴の、TVスペシャル版と同様の出で立ちで現れる。
性格は不必要な暴力及び殺人を避けるというアニメ版に近いもので、それを熟知する銭形の推理にも影響している。
『宿敵編』では次元、五ェ門、不二子と共に「キクヒスイ」を狙い、銭形、一里塚、真琴、小野寺らと徹底的に対決する。

## 単行本
すべて双葉社アクションコミックスより発行。
1. 『警部銭形 星屑のレクイエム編』 2011年9月12日 ISBN 978-4-575-83958-6
  1. 恋は未知なもの…
  2. お子様ランチ
  3. 星屑のレクイエム
2. 『警部銭形 10番街の殺人編』 2012年6月28日 ISBN 978-4-575-84092-6
  1. 10番街の殺人
  2. わたしたちの失敗
  3. 紫の肖像
3. 『警部銭形 第3のシナリオ編』 2013年6月28日 ISBN 978-4-575-84255-5
  1. 第3のシナリオ
  2. 秘密
  3. 遠い空の向こうに
4. 『警部銭形 砂の城編』 2014年5月28日 ISBN 978-4-575-84417-7
  1. 道
  2. 警部補一里塚
  3. 砂の城
5. 『警部銭形 第三の男編』 2014年11月20日 ISBN 978-4-575-84530-3
  1. 銭王
  2. ツインズの悲劇
  3. 第三の男
6. 『警部銭形 メイビィ トゥモロー編』 2015年5月28日 ISBN 978-4-575-84630-0
  1. アジサイの詩
  2. ラスト・スイング
  3. メイビィ トゥモロー
7. 『警部銭形 A Hard Day's Night編』 2015年11月27日 ISBN 978-4-575-84722-2
  1. 夜明けの歌
  2. 羅針盤
  3. A Hard Day's Night
8. 『警部銭形 宿敵編』 2016年8月27日 ISBN 978-4-575-84845-8
  1. 塔の中の6人（前後編）
  2. ルパンふたたび（前後編）
  3. VS（前後編）
9. 『警部銭形 約束の橋編』 2016年12月28日 ISBN 978-4-575-84910-3
  1. 完全なる殺人（前後編）
  2. 約束の橋（前中後編）
10. 『警部銭形 白魔の跫音編』 2017年5月27日 ISBN 978-4-575-84984-4
  1. 白魔の跫音（その1〜その4）
  2. 銭形ふたたび
11. 『警部銭形 銭形警部北へ編』 2017年9月28日 ISBN 978-4-575-85040-6
  1. わたりどり（前後編）
  2. 銭形警部北へ（前後編）
12. 『警部銭形 The Long Goodbye編』 2017年12月28日 ISBN 978-4-575-85088-8
  1. 一里塚の一番長い日（前後編）
  2. The Long Goodbye（前後編）